# Greenberg (film)
Greenberg je americký hraný film, který natočil režisér Noah Baumbach podle vlastního scénáře (spoluautorkou příběhu, nikoliv scénáře, je herečka Jennifer Jason Leigh). Hlavní roli Rogera Greenberga v něm ztvárnil Ben Stiller, v dalších rolích se představili Greta Gerwig, Rhys Ifans, Jennifer Jason Leigh, Brie Larson a další. Snímek produkovali Jennifer Jason Leigh a Scott Rudin. Autorem originální hudby k filmu je James Murphy, který s režisérem spolupracoval také na filmu Dokud jsme mladí (2014). Kromě jeho hudby se na soundtracku nachází také písně například od Alberta Hammonda či skupin Duran Duran a Steve Miller Band.